# سیارک ۱۴۵۵۴۵
سیارک ۱۴۵۵۴۵ (به انگلیسی: 145545 Wensayling، نامگذاری:2006KA39) صد و چهل و پنج هزار و پانصد و چهل و پنجمین سیارک کشف شده‌است که در ۲۲ مه ۲۰۰۶ کشف شد.